# IC 1350
IC 1350 (також позначається як IC 1354) — галактика типу S (спіральна галактика) у сузір'ї Водолій.
Цей об'єкт міститься в оригінальній редакції індексного каталогу.